# Proacidalia chishimensis
Proacidalia chishimensis är en fjärilsart som beskrevs av Matsumura 1928. Proacidalia chishimensis ingår i släktet Proacidalia och familjen praktfjärilar. Inga underarter finns listade i Catalogue of Life.